# Anii 310 î.Hr.
Secole: Secolul al V-lea î.Hr. - Secolul al IV-lea î.Hr. - Secolul al III-lea î.Hr.
Decenii: Anii 360 î.Hr. Anii 350 î.Hr. Anii 340 î.Hr. Anii 330 î.Hr. Anii 320 î.Hr. - Anii 310 î.Hr. - Anii 300 î.Hr. Anii 290 î.Hr. Anii 280 î.Hr. Anii 270 î.Hr. Anii 260 î.Hr.
Anii: 410 î.Hr. | 319 î.Hr. | 318 î.Hr. | 317 î.Hr. | 316 î.Hr. | 315 î.Hr. | 314 î.Hr. | 313 î.Hr. | 312 î.Hr. | 311 î.Hr. | 310 î.Hr.
Evenimente